# Emmanuel Sowah Adjei
Emmanuel Sowah Adjei (16 gennaio 1998) è un calciatore ghanese, difensore dell'Eendracht Mazenzele Opwijk.

## Statistiche

### Presenze e reti nei club
Statistiche aggiornate al 14 luglio 2021.
| Stagione          | Squadra           | Campionato        | Campionato | Campionato | Coppe nazionali | Coppe nazionali | Coppe nazionali | Coppe continentali | Coppe continentali | Coppe continentali | Altre coppe | Altre coppe | Altre coppe | Totale | Totale | Totale |
| Stagione          | Squadra           | Comp              | Pres       | Reti       | Comp            | Pres            | Reti            | Comp               | Pres               | Reti               | Comp        | Pres        | Reti        | Pres   | Reti   |        |
| ----------------- | ----------------- | ----------------- | ---------- | ---------- | --------------- | --------------- | --------------- | ------------------ | ------------------ | ------------------ | ----------- | ----------- | ----------- | ------ | ------ | ------ |
| 2016-2017         | Anderlecht        | D1                | 9          | 0          | CB              | 0               | 0               | UCL+UEL            | 0+5                | 0                  | -           | -           | -           | 14     | 0      |        |
| 2017-2018         | Anderlecht        | D1                | 1          | 0          | CB              | 0               | 0               | UCL                | 0                  | 0                  | SB          | -           | -           | 1      | 0      |        |
| Totale Anderlecht | Totale Anderlecht | Totale Anderlecht | 10         | 0          |                 | 0               | 0               |                    | 5                  | 0                  |             | -           | -           | 15     | 0      |        |
| gen.-giu. 2020    | Eupen             | D1                | 3          | 0          | CB              | -               | -               | -                  | -                  | -                  | -           | -           | -           | 3      | 0      |        |
| 2020-2021         | Eupen             | D1                | 2          | 0          | CB              | 1               | 0               | -                  | -                  | -                  | -           | -           | -           | 3      | 0      |        |
| Totale Eupen      | Totale Eupen      | Totale Eupen      | 5          | 0          |                 | 1               | 0               |                    | 0                  | 0                  |             | -           | -           | 6      | 0      |        |
| Totale carriera   | Totale carriera   | Totale carriera   | 15         | 0          |                 | 1               | 0               |                    | 5                  | 0                  |             | -           | -           | 21     | 0      |        |

## Palmarès

### Club
- Campionato belga: 1

Anderlecht: 2016-2017